# Ізвоареле (комуна, Олт)
Ізвоареле (рум. Izvoarele) — комуна у повіті Олт в Румунії. До складу комуни входять такі села (дані про населення за 2002 рік):
- Ізвоареле (1455 осіб)
- Аліменешть (2381 особа)

Комуна розташована на відстані 126 км на захід від Бухареста, 22 км на південний схід від Слатіни, 57 км на схід від Крайови.

## Населення
За даними перепису населення 2002 року у комуні проживали 3836 осіб, усі — румуни.
Рідною мовою назвали:
| Мова      | Кількість осіб | Відсоток |
| --------- | -------------- | -------- |
| румунська | 3833           | 99,9%    |
| угорська  | 3              | 0,1%     |

Склад населення комуни за віросповіданням:
| Релігія       | Кількість осіб | Відсоток |
| ------------- | -------------- | -------- |
| православні   | 3830           | 99,8%    |
| адвентисти    | 5              | 0,1%     |
| п'ятдесятники | 1              | < 0,1%   |

## Зовнішні посилання
- Дані про комуну Ізвоареле на сайті Ghidul Primăriilor [Архівовано 19 березня 2011 у Wayback Machine.]